# 눈 (바둑)
눈(eye or eye space)은 바둑에서 자신의 돌이 살기 위해서 필요한 공간이다. 바둑에서는 대마의 사활과 관련해 최소한 '독립된 두 개의 집'(point)이 필요한데, 이때 이러한 개별적인 집들을 '눈'이라고 한다.